# ال بیتس
ال بیتس (انگلیسی: Al Bates; ۲۴ آوریل ۱۹۰۵ – ۹ ژوئن ۱۹۹۹) ورزشکار دو و میدانی اهل ایالات متحده آمریکا بود.